# Oxyopes maripae
Oxyopes maripae là một loài nhện trong họ Oxyopidae.
Loài này thuộc chi Oxyopes. Oxyopes maripae được Lodovico di Caporiacco miêu tả năm 1954.